# Villers-sous-Chalamont
Villers-sous-Chalamont é uma comuna francesa na região administrativa de Borgonha-Franco-Condado, no departamento de Doubs. Estende-se por uma área de 22,18 km². Em 2010 a comuna tinha 305 habitantes (densidade: 13,8 hab./km²).